# 心霊ツアーズ
『心霊ツアーズ』（しんれいツアーズ）は、2018年公開の日本のドキュメンタリー映画。

## 概要
窪田将治監督のドキュメンタリー映画。ホラー秘宝まつり2018にて劇場公開。
4人の女性タレント（原あや香、ミシェル・ヤン、池尻愛梨、松川千紘）がガチンコで心霊スポットに潜入するドキュメンタリー。
一人づつルートを巡りポイントを獲得して、最もポイントの高かった者が優勝し来年度のホラー秘宝まつりイメージガールになる。

## キャスト
- 原あや香
- ミシェル・ヤン
- 池尻愛梨
- 松川千紘

## スタッフ
- 監督・構成：窪田将治
- プロデューサー：山口幸彦・佐伯寛之
- ナレーション：川野直輝
- 製作：キングレコード
- 企画・制作プロダクション：FAITHentertainment
- 配給：ブラウニー